# Округ Макнери (Тенеси)
Макнери (енгл. McNairy County) је округ у америчкој савезној држави Тенеси.

## Демографија
По попису из 2010. године број становника је 26.075, што је 1.422 (5,8%) становника више него 2000. године.
| Група             | 2000.          | 2010.          |
| Белци             | 22.576 (91,6%) | 23.716 (91,0%) |
| Афроамериканци    | 1.537 (6,2%)   | 1.550 (5,9%)   |
| Азијати           | 32 (0,1%)      | 49 (0,2%)      |
| Хиспаноамериканци | 229 (0,9%)     | 396 (1,5%)     |
| Укупно            | 24.653         | 26.075         |